# Mikuru Suzuki
Mikuru Suzuki (Japans: 鈴木未来, Suzuki Mikuru) (Kagawa, 5 februari 1982) is een Japans dartspeelster, die uitkomt voor de WDF. In Azië focust Suzuki zich vooral op het softtip darts. Suzuki was in 2020 de laatste BDO-wereldkampioene en won in 2019 de WDF World Cup.
In 2019 nam Suzuki deel aan het BDO World Darts Championship door zich te plaatsen via het kwalificatietoernooi. Hier versloeg ze de als nummer twee geplaatste Lisa Ashton in de eerste ronde en vervolgens Sharon Prins in de kwartfinale. In de halve finale werd gewonnen van Maria O'Brien. In de finale nam Suzuki het op tegen Lorraine Winstanley. Suzuki won de finale met 3–0 in sets. Zodoende wist zij het toernooi als debutant en als eerste Japanse ooit te winnen.
Op 3 februari 2019 won Suzuki de Dutch Open, waarin zij in de finale Aileen de Graaf met 5–2 in legs versloeg. Met haar koppelgenoot Yuriko Yamagochi won Suzuki ook het koppeltoernooi. In de finale werd met 4–0 in legs gewonnen van Lorraine Winstanley en Corrine Hammond.
In oktober 2019 won Suzuki de WDF World Cup voor vrouwen door in de finale Deta Hedman met 7–3 in legs te verslaan. Met haar koppelgenoot Mayumi Ouchi won Suzuki ook het koppeltoernooi op de WDF World Cup door het Tsjechische vrouwenkoppel Jitka Cisarova en Alena Gregurkova met 6–1 in legs te verslaan.
Op 11 januari 2020 wist Suzuki haar BDO-wereldtitel te prolongeren door een 3–0 winst in sets op Lisa Ashton.
De opkomstmuziek van Suzuki is Baby Shark.

## Toekomst
Suzuki nam in 2020 deel aan de PDC UK Q-School, maar kon geen tourkaart bemachtigen na het verlies tegen de Noord-Ier Nathan Rafferty. Na nipt te hebben verloren van de sinds 2018 gepensioneerde dartslegende Phil Taylor, in een virtuele Sky Sports-wedstrijd tijdens de COVID-19-pandemie, gaf Suzuki aan dat ze van plan was om over de gehele wereld toernooien te spelen zodra de coronacrisis voorbij is. Tevens vertelde Suzuki dat het misschien nodig is om naar het Verenigd Koninkrijk te verhuizen en haar droom na te jagen, om op die wijze een tourkaart te bemachtigen en deel te nemen aan PDC-evenementen.

## Resultaten op wereldkampioenschappen

### BDO
- 2019: Winnaar (finale gewonnen van Lorraine Winstanley met 3–0)
- 2020: Winnaar (finale gewonnen van Lisa Ashton met 3–0)

### PDC
- 2020: Laatste 96 (verloren van James Richardson met 2–3)
- 2024: Laatste 96 (verloren van Ricardo Pietreczko met 0–3)

### WDF

#### World Championship
- 2022: Laatste 16 (verloren van Aileen de Graaf met 1–2)

#### World Cup
- 2017: Laatste 32 (verloren van Robyn Byrne met 3–4)
- 2019: Winnaar (finale gewonnen van Deta Hedman met 7–3)

## Resultaten op de World Matchplay

### PDC Women’s
- 2023: Runner-up (verloren van Beau Greaves met 1-6)
- 2024: Halve finale (verloren van Beau Greaves met 2-5)